# Campaign for Real Ale
Pour les articles homonymes, voir CAMRA.
La CAMpaign for Real Ale (acronyme CAMRA) est une organisation indépendante de consommateurs de bière britannique basée à St Albans, au Royaume-Uni.

## Fondation

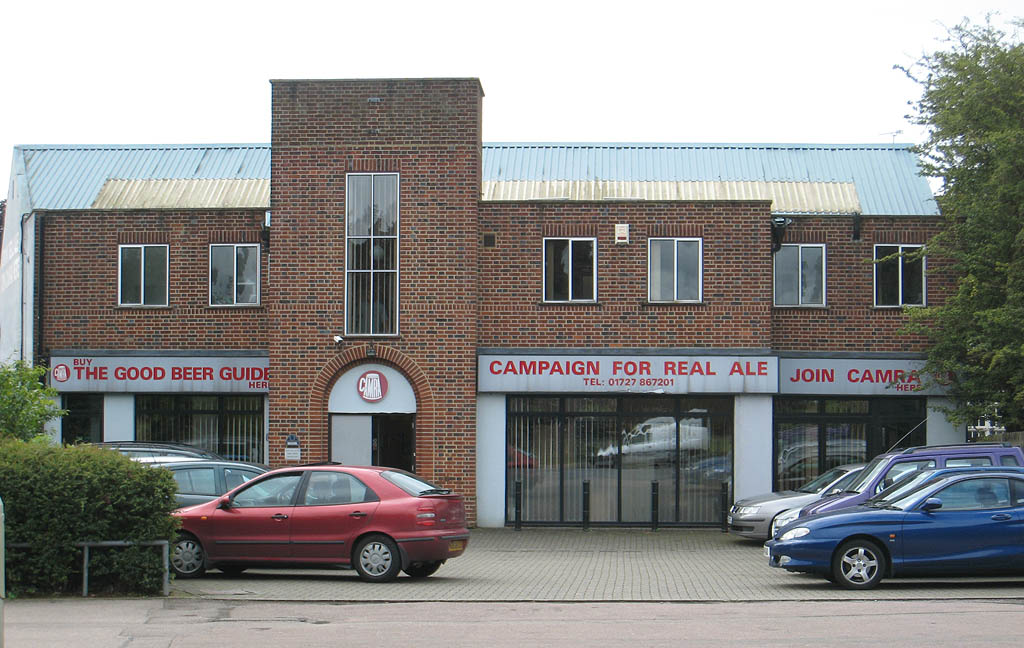
Bâtiment de la CAMRA à St Albans, Angleterre

La CAMRA a été fondé en 1971 par quatre passionnés du monde de la bière : Graham Lees, Bill Meller, Michael Hardman et Jim Makin sous le nom de « Campaign for the Revitalisation of Ale », qui devint le plus concis « Campaign for Real Ale » l'année suivante.

Cette organisation regroupe 80 000 adhérents (avril 2006), édite chaque année un guide indépendant et sans publicité recensant les meilleurs débits de bières traditionnelles du Royaume-Uni (le « Good Beer Guide ») et organise le festival britannique de la bière (« Great British Beer Festival » ou GBBF) qui se déroule chaque année à Londres dans la première moitié du mois d'août, le « Festival national des bières d'hiver » (« National Winter Ales festival » ou NWAF), qui a lieu généralement à Manchester dans la deuxième moitié de janvier ainsi que, par l'intermédiaire de ses branches locales plusieurs dizaines de plus petits festivals locaux, très conviviaux et bon enfant, battant en brèche l'image qu'on en à l'étranger du « hooligan buveur de bière ».

## Objectifs et campagnes

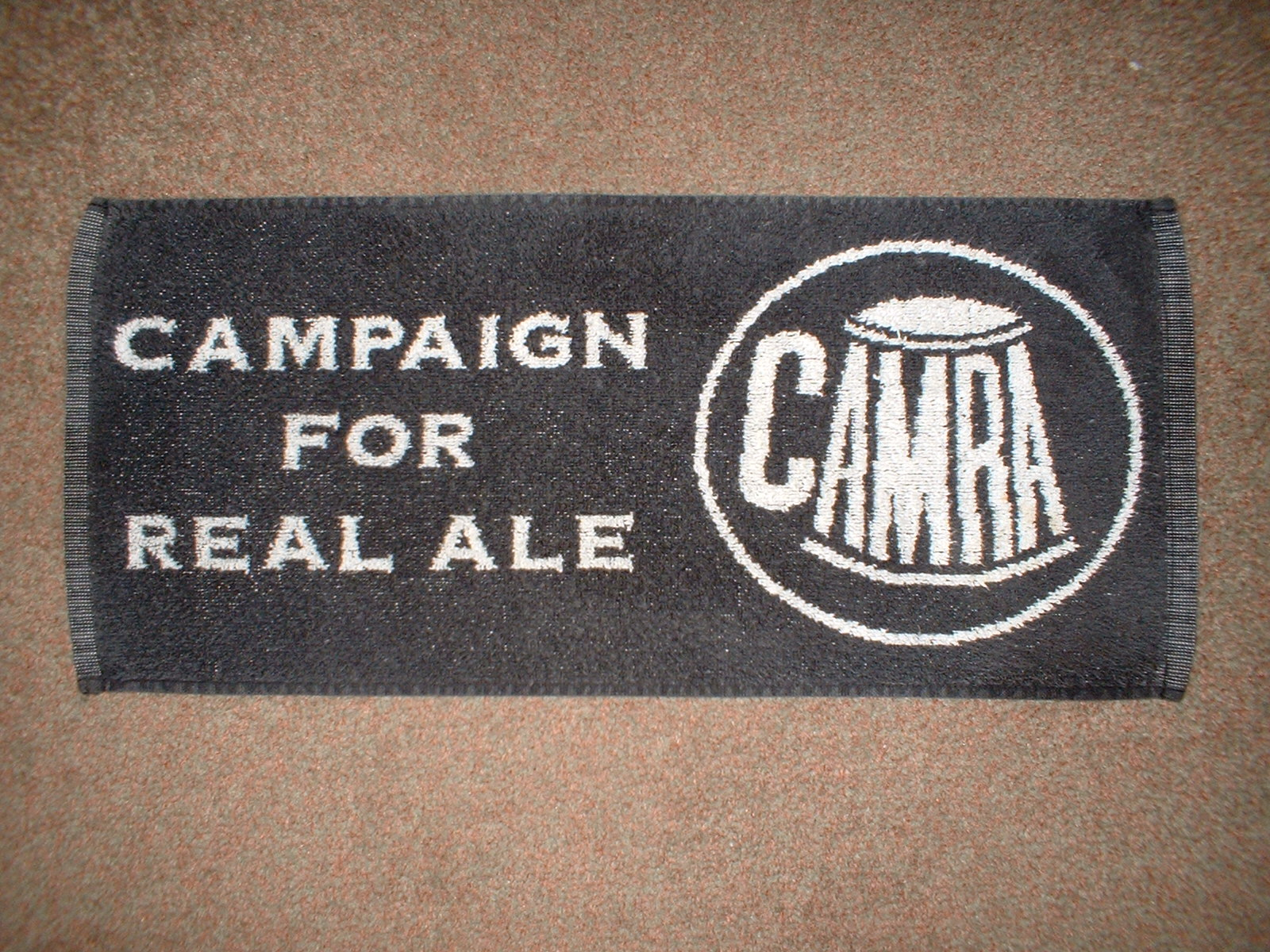
Logo de la CAMRA sur un tapis de bar

La raison d'être et l'objectif premier de la CAMRA est la défense et la promotion de la « cask conditioned ale », aussi appelée « cask ale » ou « real ale ». 
Il s'agit de la manière traditionnelle de mettre la bière en fûts. Le terme « cask » qui désignait autrefois les fûts en bois, désigne maintenant les fûts métalliques aux flancs bombés, que l'on pose sur le côté, inclinés à l'aide de coins en bois, par opposition au keg, le fût métallique à plongeur destiné au tirage par pression de dioxyde de carbone, qui est la norme sur le continent.
Le principe de la cask ale est de ne pas filtrer ou pasteuriser la bière à la mise en fût, ni de lui ajouter artificiellement du dioxyde de carbone. Au contraire, la bière de fermentation haute est mise en fût avec une levure active, en général celle de la fermentation primaire. Laquelle assure la prise de mousse (« conditioning » en anglais) et la maturation de la bière.
À son arrivée au pub, le fût doit être mis en place, sur son côté, dans la cave (entre 12 et 14 degrés Celsius), laissé au moins deux jours pour que la levure se dépose (au besoin avec un ajout d'ichtyocolle). Le fût est alors mis en « perce », une pinte en est tirée, ce qui relâche la pression à l'intérieur du fût et y fait entrer de l'air. Au cours des 36 heures qui suivent, la maturation va se terminer complètement, et la bière encore verte, astringente et floue au palais, va se muer rapidement en une bière finie, absolument limpide, à l'amertume et au fruité parfaitement nets.
La cask ale est alors servie soit par gravité (tirage direct avec un robinet) soit à l'aide des traditionnelles pompes manuelles, simples cylindres à piston, mais aucun gaz externe n'est injecté où que ce soit dans le système.
Un cask de bitter typique (aux alentours de 4 %) doit ensuite être débité dans les 48 heures, sans quoi la bière restante commencera à s'oxyder, prenant des notes déplaisantes, boisées, lactiques ou acétiques.
Les cask ales étaient encore plus ou moins la norme au lendemain de la Seconde Guerre mondiale. Mais l'utopie technologique des Trente Glorieuses, qui a vu la bière en keg, pasteurisée, filtrée et gazéifiée artificiellement comme plus moderne car pratique et ne demandant aucun effort de la part du patron du pub, a failli sonner définitivement le glas du cask.
Lorsque la CAMRA a été fondée en 1971, les grandes marques de bière en keg comme la Watneys Red Barrel, sont omniprésentes sur le marché britannique, et les produits traditionnels, plus complexes et subtils, moins gazeux, se font rares.
En une quinzaine d'années, la CAMRA contribuera largement au renversement de la tendance, au retour en nombre de brasseries régionales, voire nationales, vers la production de cask ale, à la floraison de centaines de micro-brasseries destinées à la production de cask ales pour un public local, à la sensibilisation du grand public et des patrons de pubs au soin nécessaire pour présenter la cask ale au mieux de sa forme.
En outre, la CAMRA défend les styles de bière, qui, au sein de la famille des cask ales, sont les plus menacés de disparition, comme la mild ou le porter, et donc d'assurer une diversité et un choix plus grand pour le consommateur. 
Dans cette optique, la CAMRA lutte aussi depuis toujours pour que les pubs sous contrats exclusifs avec une brasserie (tied pubs), appartenant aux brasseries ou à des chaînes de pubs, aient la possibilité de servir au moins une bière en cask issue d'une autre brasserie, de préférence une micro-brasserie locale. Une lutte qui est loin d'être terminée.
Une autre revendication historique est celle de la « full pint », à savoir que le pintes servies contiennent bien les 20 onces (568 ml) règlementaires de liquide, et non 5 ou 10 % de mousse. La solution réside dans l'équipement des pubs avec des verres de 22 ou 24 onces marqués d'une ligne à 20 onces, au lieu des verres traditionnels d'une capacité de 20 onces à ras bord. Mais les habitudes ont la vie dure, et il n'y a pas de petites économies, en particulier pour les brasseries nationales ou les chaînes de pubs, cette campagne-là se poursuit donc.
Le concept de real ale couvre aussi les bières mises en bouteille sur levure, dites « bottle conditioned » (qui ne signifie pas « conditionnées en bouteille », mais bien « avec prise de mousse en bouteille »), catégorie qui connaît une expansion remarquable depuis la fin des années 90, car permettant à nombre de micro-brasseries de diversifier leurs débouchés vers le commerce de détail, voire la grande distribution.
Une des erreurs courantes est de voir la CAMRA comme la championne des micros-brasseries contre les grosses brasseries industrielles. La réalité est plus complexe : dans la mesure où les brasseries industrielles régionales ou nationales produisent des cask ales de qualité et en font la promotion, la CAMRA leur accorde son soutien, qui demeure certes critique.
La CAMRA s'intéresse en outre aussi au pub, lieu social par excellence, qui permet le maintien de nombre de communautés villageoises. Parmi les solutions pour assurer le maintien des services minimaux même dans des villages reculés, mentionnons la campagne « Make the pub the hub », qui encourage la création d'entreprises faisant pub, poste et épicerie dans les mêmes locaux, une manière de faire qui a connu un certain succès.
En complément, la CAMRA a fait campagne sur le plan politique pour l'assouplissement de la législation sur les heures d'ouvertures des pubs, qui a abouti en 2006. L'idée n'étant pas forcément que les pubs doivent rester ouverts plus longtemps, mais bien que les pubs puissent fixer leurs heures d'ouverture de façon plus souple suivant qu'ils sont situés dans un quartier d'habitation, dans un petit village, dans le centre d'une grande ville ou dans un quartier de bureaux.
Enfin, sur le plan fiscal, la CAMRA a fait campagne sur deux dossiers :
- Premièrement, l'application de la directive européenne sur l'harmonisation des taxes sur les boissons alcoolisées au sein de l'Union européenne (UE). Les taxes sur la bière sont actuellement, en moyenne, six fois plus élevées en Grande-Bretagne qu'en France, chose qui a provoqué, depuis l'ouverture du marché unique en 1993 la mise en place d'un lucratif trafic de bière achetée en France, ramenée en Grande-Bretagne pour consommation personnelle, mais en fait revendue sous le manteau.

À noter que certaines brasseries britanniques ont trouvé la parade en exportant leurs bières en bouteille vers les supermarchés qui accueillent les Britanniques en quête d'alcool moins cher à proximité des ports de la Manche tels que Calais ou Ostende.
- Deuxièmement, la mise en place d'une échelle de taxation dégressive (sliding scale of duty) favorisant les petites brasseries, qui ne profitent pas des mêmes économies d'échelle que les grandes brasseries. Cette campagne-ci a abouti au début des années 2000, l'abattement fiscal ne se traduisant, dans les faits, non par une baisse des prix des bières de micro-brasseries et de brasseries régionales (qui sont déjà, suprême paradoxe, moins chères que les grandes marques nationales, n'ayant pas besoin de répercuter un marketing coûteux sur les prix), mais par un assainissement de la situation financière de nombre de micro-brasseries et brasseries régionales, qui en ont profité pour rembourser leurs dettes et investir dans un meilleur outil de production.

## Récompenses
La CAMRA récompense d'un prix le meilleur pub de l'année (Pub of the year), attribué par 4 000 membres actifs sur la base de leurs préférences personnelles, ainsi que le célèbre prix de la meilleure bière de Grande-Bretagne (« Champion Beer Of Britain » ou CBOB) qui est attribué lors du festival britannique de la bière, le Great British Beer Festival.